# 603260 Jónáskároly
603260 Jónáskároly è un asteroide della fascia principale esterna. Scoperto nel 2013, presenta un'orbita caratterizzata da un semiasse maggiore pari a 2,888311 UA e da un'eccentricità di 0,133756, inclinata di 12,038330° rispetto all'eclittica.
Károly Jónás è un astronomo dilettante e viaggiatore ungherese. Ha partecipato a più di 20 spedizioni astronomiche, durante le quali ha fotografato eclissi solari, sciami meteorici e il cielo notturno con tecniche di astrofotografia. La sua determinazione ha ispirato molti altri all’interno della comunità ungherese degli appassionati di astronomia.